# Friedrich Olbricht
Friedrich Olbricht (4. listopada 1888. – 21. srpnja 1944.) je bio njemački general i jedan od urotnika u pokušaju atentata na Hitlera u Vučjoj jazbini u Poljskoj 20. srpnja 1944. tzv. Srpanjska urota.

## Rani život
Olbricht se rodio u Leisnigu, gradiću u njemačkoj pokrajini Saskoj 4. listopada 1888. u tadašnjem Njemačkom Carstvu. Otac, Richard Olbricht, je bio profesor matematike. 
Pošto je završio školovanje (lat. Abitur - otići) 1907. se pridružuje u 106. pješačku pukovniju u Leisnigu kao zastavnik. Kao pripadnik te pukovnije sudjeluje u I. svjetskom ratu.
Nakon toga on kao satnik ulazi u Reichswer (koji se kasnije preimenuje u Wehrmacht), ali odredbama iz Versajskog ugovora osoblje Reichswera se moralo smanjiti.
Olbricht je bio u braku s Eve Koeppel te je s njom imao kćer i sina.

## Uloga u Pokretu otpora
Olbricht je bio jedan od rijetkih njemačkih časnika koji je podržavao demokratsku Weimarsku republiku. Njegovo nepovjernje prema nacistima vrlo se rano primjećivalo, posebice nakon Műnchenskog puča 1923. godine.
On se zajedno s Hansom Osterom, Erwinom Witzlebenom i Georgom Thomasom pokušao distancirati od rastućeg pokreta nacionalsocijalizma, koji se sve više predstavljao kao vojna sila.
1926. Olbricht je pozvan u Ministarstvo obrane Reicha kao vođa vojske koja nije položila zakletvu Reichu. Godine 1933. postaje šef odijeljenja za Dresden.
Godine 1934. na Olbrichtovu intervenciju prekinuto je streljanje nekolicine ljudi u Noći dugih noževa.
Kako je Olbricht jamčio za te ljude (koji su svi gotovo bili "vojna lica") oni dobivaju posao u njegovom odijeljenju.
1935. Olbricht je imenovan za načelnika Glavnog stožera Četvrtog korpusa koji je bio stacioniran u Dresdenu. Godine 1938. preuzima zapovjedništvo nad 24. pješačkom divizijom. Te iste godine neuspješno pokušava u službu vratiti Wernera Fritscha, generala koji je nečasno otpušten zbog navodne homoseksualnosti.
Kada izbija Drugi svjetski rat 1939. invazijom na Poljsku Olbricht u napad vodi svoju 24. pješačku diviziju. Sam je sudjelovao u jurišima svoje "motorizirane brigade". Njegov zadatak bio je da onemogući neprijatelju rušenje važnih mostova. On je zadatak izvršio bez pogreške i odlikovan je Željeznim križom zbog iznimne hrabrosti i dinamičnog stila vođenja jedinice. 15. veljače 1940. Olbricht je unaprijeđen u čin generala. Imenovan je načelnikom Glavnog vojnog stožera (Allgemeines Heeresamt) u vojsci vrhovne komande (Oberkommando des Heeres). Nakon toga postaje i načelnik Zamjenskih oružanih snaga (Wehrersatzamt).

## Operacija Valkira
Više o ovoj operaciji možete pročitati ovdje: Operacija Valkira
Od 1941. do 1942. Olbricht radi na razvijanju plana "Valkira". Operacija Valkira je bio plan Glavnog stožera Wehrmachta da se u slučaju nemira osigura zgrada Skupštine, da se Berlin osigura od napada Saveznika i zauzeće svih kotara u Njemačkoj. No, Olbricht je namjeravao izvršiti državni udar. Zajedno s Ludwigom Beckom, C. F. Goerdelerom i general-bojnikom Tresckowim organizira Hitlerovo ubojstvo. 1943. im se priključuje Claus von Stauffenberg, pukovnik koji će poslije igrati važniju ulogu u ovoj uroti.
Na dan državnog udara 20. srpnja 1944. Olbricht i Quirnheim pokreću "Operaciju Valkiru". Oni alarmiraju Rezervne trupe u Berlinu. Nakon nekog vremena saznaju da Stauffenbergova bomba nije ubila Hitlera, ali i dalje inzistiraju na provođenju operacije. Tada u Berlinu izbija mali građanski rat i doslovno se "ne zna tko pije, tko plaća".
Pošto je akcija pokrenuta, bila je osuđena na propast jer je kasnila tri sata. U ta tri sata mogao je se zauzeti Berlin i osigurati veliki dio Njemačke. To kašnjenje omogućilo je Hitleru da ponovno vrati kontrolu.

## Smrt
Idućeg dana u 09:00 Olbricht je uhićen u svom stožeru u Bendlerbocku. Uhitila ga je ona Rezervna vojska koju je on pokrenuo da sruši Hitlera. Kasnije te večeri, general-pukovnik Friedrich Fromm na brzinu osuđuje urotnike (jedan od razloga te brze osude bila je i njegova umješanost) na smrt streljanjem. Olbricht, Quirnheim, Stauffenberg i Haeften su streljani, unatoč Hitlerovoj zapovjedi da mu se dovedu živi.

## Prikazivanje u medijima

### Filmovi u kojima se pojavljiva Olbrichtov lik i glumci koji ga glume
- Wilfried Ortmann: Liberation: Direction of the Main Blow, 1971.
- Michael Byrne: Zavjera: Hitlerovo ubojstvo, 1990.
- Rainer Bock: Stauffenberg, 2004.
- Bill Nighy: Operacija Valkira (2008.)

## Vanjske poveznice
- Friedrich Olbricht at "Joric"  Arhivirana inačica izvorne stranice od 20. travnja 2015. (Wayback Machine)
- Website on the Military Resistance to Hitler
- Report from Olbricht's son-in-law Friedrich Georgi  Arhivirana inačica izvorne stranice od 14. svibnja 2011. (Wayback Machine)